# Smimou
Smimou (àrab: سميمو, Smīmū; amazic estàndard marroquí: ⵙⵎⵉⵎⵓ, Smimu) és una comuna rural de la província d'Essaouira, a la regió de Marràqueix-Safi, al Marroc. Segons el cens de 2014 tenia una població total de 8.026 persones.